# Prevalac
Prevalac (cyr. Превалац) – wieś w Serbii, w okręgu pczyńskim, w mieście Vranje. W 2011 roku liczyła 167 mieszkańców.